# Algoma (Mississippi)
Pour les articles homonymes, voir Algoma.
Algoma est une ville américaine située dans le comté de Pontotoc, dans le Mississippi. Selon le recensement de 2020, sa population est de 705 habitants.